# Pierrette Cassou-Noguès
Pour les articles homonymes, voir Cassou, Nogues et Cassou-Noguès.
Pierrette Cassou-Noguès (née en 1945 à Rabat) est une mathématicienne française, qui s'occupe de géométrie arithmétique. Elle est professeure à l'Université de Bordeaux I.
Cassou-Noguès soutient en 1978, sous la direction de Jean Fresnel (de) à l'Université de Bordeaux I, sa thèse de doctorat intitulée Valeurs sur les entiers de fonctions zêta de corps de nombres et des fonctions L de courbes elliptiques. En tant que post-doctorante, elle travaille en 1980 à l'Institute for Advanced Study. En 1985, elle est maître de conférences Benjamin Peirce à l'Université Harvard. 
Elle s'est intéressée notamment aux fonctions zéta p-adiques. Dans sa thèse, elle a développé la théorie des fonctions zéta p-adiques sur l'anneau des entiers algébriques (comme aussi Pierre Deligne, Kenneth Alan Ribet et Daniel Barsky), se basant sur les travaux de Jean-Pierre Serre. Elle a également travaillé sur la théorie des singularités en géométrie algébrique.
De 2005 à 2007, elle est chercheuse invitée au Radcliffe College et 1983 et 1987, elle travaille à l'Institut des hautes études scientifiques (IHÉS). En 2000 elle est invitée à l'Université complutense de Madrid, et à Oxford.
Elle est mariée avec le théoricien des nombres Philippe Cassou-Noguès (né en 1944).

## Publications
- « Valeurs aux entiers négatifs des fonctions zêta et fonctions zêta p-adiques », Inventiones Mathematicae, 1979, p. 29–59.
- « p -adic L -functions for elliptic curves with complex multiplication I », Compositio Mathematica, vol. 42,‎ 1980, p. 31-56.